# Gonur-depe

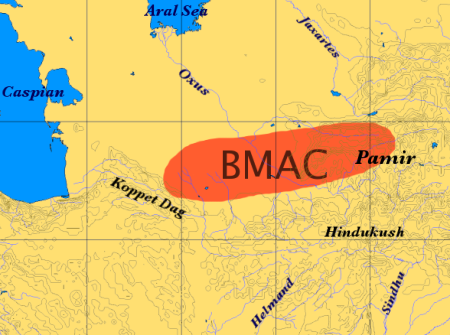
Extension de la culture de l'Oxus (BMAC)

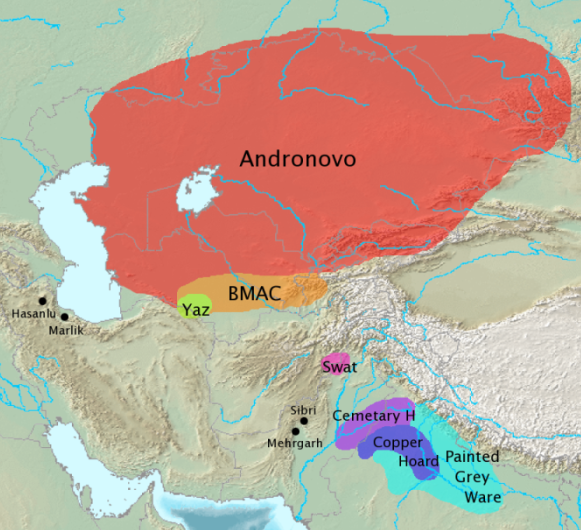
Carte des cultures d'Asie centrale et d'Inde de l'Âge du bronze ancien

Gonur depe (turkmène : Goňur depe) est un site archéologique de l'âge du bronze ancien, situé à environ 60 km au nord de Mary (ancienne Merv), au Turkménistan. C'était l'une des villes principales de la culture de l'Oxus, qui s'est développée en Bactriane et en Margiane de la fin du IIIe au début du IIe millénaire av. J.-C., d'environ 2400 à 1600 av. J.-C.. Gonur depe semble avoir été à cette époque la capitale du royaume de Margiane.

## Historique
Le site de Gonur depe, longtemps resté enfoui sous le sable du désert du Karakoum, au Turkménistan, a été découvert dans les années 1950 par l'archéologue gréco-russe Viktor Sarianidi, qui fouilla le site dans les années 1970. Sarianidi a mis au jour un palais, une enceinte fortifiée en briques de terre crue, et des temples avec des autels du feu, qui évoquaient selon lui la religion zoroastrienne, pourtant plus tardive.

## Description
Gonur depe fait partie des plus vastes sites archéologiques de la région du delta de la rivière Murghab, avec une superficie totale d'environ 55 hectares. Plus de 150 restes de maisons y ont été mis au jour. Dans la partie nord du site, on trouve les restes d'une sorte de citadelle d'environ 100 × 180 m. Dans la partie sud, un autre ancien édifice occupe environ 1,5 hectare. Les ruines évoquent les constructions contemporaines d’Assyrie et de Babylone.
Le site semble avoir été abandonné après un changement vers l'ouest du cours de la rivière Murghab.
Des traces d'une ancienne agriculture, datées du VIIe millénaire av. J.-C., sont par ailleurs visibles autour du site de Gonur depe, dans le delta de la rivière Murghab.

## Vestiges
La nécropole, dont l'étude anthropologique a porté sur plus de 500 squelettes, date du IIIe millénaire av. J.-C.. Les tombes contenaient de nombreux objets (miroirs, argenterie, poteries en albâtre).
On a également trouvé sur le site de la glyptique, des panneaux de mosaïque typiques de la région, et de multiples objets de bronze.

## Analyse
Les objets découverts laissent supposer un essor des échanges entre anciennes cités d'Asie centrale à cette époque.